# Centris pallida
Centris pallida es una especie de abeja solitaria nativa de América del Norte de la superfamilia Apoidea, subfamilia Apinae. Carece de un nombre común aceptado; sin embargo, se le ha llamado "abeja excavadora", "abeja del desierto", y "abeja pálida" debido a sus acciones, hábitat y color respectivamente.
La naturaleza solitaria de esta abeja permite un sistema de apareamiento de doble estrategia que produce un estado evolutivamente estable. Estas abejas también han evolucionado para soportar las altas temperaturas de su hábitat natural. C. pallida rutinariamente tiene temperaturas internas dentro de los 3 °C de la muerte.

## Taxonomía y filogenia
Centris pallida fue descubierta y catalogada oficialmente por William J. Fox en 1899, cerca de Phoenix, Arizona. Fox también descubrió Centris cockerelli, Centris errans y Sphex subhyalinus.
Está estrechamente relacionada con Centris cockerelli en términos de hábitat, pero es diferente en términos de apareamiento y de color.

## Distribución y hábitat
Se encuentran en las zonas cálidas y secas del oeste de Estados Unidos y México. Son activas durante la noche, cuando baja la temperatura, guareciéndose del calor durante las horas del día.